# Technoclash
TechnoClash est un jeu vidéo d'action sorti en 1993 sur Mega Drive. Le jeu a été développé par BlueSky Software et édité par Electronic Arts.